# أزوسا واتانابي
أزوسا واتانابي (باليابانية: 渡辺梓؛ بالكانا: わたなべ あずさ) هي مؤدية صوت وممثلة يابانية، ولدت في 20 فبراير 1969 في فوجينوميا في اليابان.

## وصلات خارجية
- أزوسا واتانابي على موقع IMDb (الإنجليزية)
- أزوسا واتانابي على موقع قاعدة بيانات الفيلم (الإنجليزية)